# Guttaperchafa

A guttapercha kémiai szerkezete

A guttaperchafa (Palaquium gutta) a hangavirágúak (Ericales) rendjének szapotafélék (Sapotaceae) családjába tartozó Palaquium növénynemzetség gazdasági szempontból legfontosabb faja, mely jól ismert beszáradt tejnedvéről, az úgynevezett guttapercháról (maláj eredetű szó: getah „gumi“, percha „fa“), amit manapság a fogászatban is felhasználnak.

## Elterjedése
Trópusi vidéken élő faj, a Maláj-félszigeten, valamint Szumátra, Jáva és Borneó szigetén őshonos.

## Jellemzése
Támasztógyökereket növesztő örökzöld fa, mely kifejletten 20–25 m magas, törzsátmérője pedig 0,6–1,2 m között változik. Rostos, szivacsszerűen puha és világos színű fáját fekete színű járatok színezik, melyekben szürke színű, kissé rózsavörös árnyalatú tejnedv szállítódik. A 15–21 cm hosszú levelek az ágakon spirális elrendeződésben helyezkednek el, osztatlanok, fordított tojásdad vagy hosszúkás tojásdad alakúak, színük sápadtzöld színű, fonákuk a vöröses-aranybarna színű szőrök miatt filcszerű. A sápadtzöld színű virágok hármasával-négyesével nőnek a levélhónaljakban. A bogyótermések tojás alakúak és mintegy 2,5 cm nagyságúak.

## Felhasználása
A guttapercha kinyerése szempontjából a guttaperchafa (Palaquium gutta) a legjelentősebb faj Palaquium növénynemzetségen belül. A guttaperchát a fa beszáradt tejnedvéből állítják elő, s többek között a fogászatban alkalmazzák manapság, de korábban kábelek szigetelőanyagaként is használták. A fa termései magas olajtartalmuk folytán élelmiszernek számítanak Malajziában.

## Fordítás
- Ez a szócikk részben vagy egészben  a   Guttaperchabaum című német Wikipédia-szócikk ezen változatának fordításán alapul.  Az eredeti cikk szerkesztőit annak laptörténete sorolja fel. Ez a jelzés csupán a megfogalmazás eredetét és a szerzői jogokat jelzi, nem szolgál a cikkben szereplő információk forrásmegjelöléseként.